# ست مارتین
ست مارتین (انگلیسی: Seth Martin; ۴ مهٔ ۱۹۳۳ – ۶ سپتامبر ۲۰۱۴) بازیکن هاکی روی یخ اهل کانادا بود.